# Elanor
Elanor is de naam van een winterbloem die voor Tolkien in zijn werk een heel speciale betekenis had: ze relateerde naar een geïdealiseerde romantische relatie: tussen Beren en Lúthien, later tussen Aragorn en Arwen. Ze bloeide onder meer in Cerin Amroth, in Lórien, tezamen met Niphredil. Letterlijk betekent Elanor (in het Sindarijns) "Zonnester", omdat de bloem de vorm van een ster en de kleur van de Zon heeft.
Elanor Gewissies is ook de naam van de oudste dochter van Sam Gewissies en Roosje Katoen. 
Ze werd geboren in het eerste jaar van de Vierde Era en was de enige van Sams kinderen die de Ringdrager, Frodo Balings, nog heeft gekend. Die laatste heeft Sam trouwens geadviseerd om zijn dochter zo te noemen, refererend aan de bloem. In 1436 zou Elanor in dienst treden van koningin Arwen. 
Elanor, die de bijnaam Elanor de Schone kreeg, trouwde met Fastred van Groenholm, ook uit een familie van tuinlieden. In 1451 verhuisden ze samen naar de Torenheuvels in het westen, een nieuw deel van de Gouw, Gouw, waar zij tot Wachters werden benoemd. Van haar vader kreeg Elanor het Rode Boek van de Westmark, wat een erfstuk van haar nakomelingen, de Schoonkinderen, zou worden.